# Tutorial
Tutorial (posuđenica iz engleskog jezika očuvati, održavati, njegovati) u računalom žargonu označava upute za računalni program, u kojem se rad i funkcija korak po korak objašnjavaju.
Mogu biti i dio programa i temeljiti se na načelu "learning by doing" (često se koriste u računalnim igrama).
Tutoriali su obično pisani od strane progamera ili iskusnih korisnika. Metoda je prenošenja znanja za svladavanje i usvajanja novih znanja i vještina.